# Chikiti
Chikiti é uma cidade e uma notified area committee no distrito de Ganjam, no estado indiano de Orissa.

## Demografia
Segundo o censo de 2001, Chikiti tinha uma população de 10,801 habitantes. Os indivíduos do sexo masculino constituem 50% da população e os do sexo feminino 50%. Chikiti tem uma taxa de literacia de 63%, superior à média nacional de 59.5%; a literacia no sexo masculino é de 74% e no sexo feminino é de 51%. 11% da população está abaixo dos 6 anos de idade.